# Villa San Felipe
Villa San Felipe ist eine Ortschaft in Uruguay.

## Geographie
Villa San Felipe befindet sich im Südwesten des Departamento Canelones in dessen Sektor 6 südlich von Sauce an der Kreuzung der Ruta 6 mit der Ruta 74. Weitere Siedlungen in der Nähe sind Fraccionamiento Sobre Ruta 74, Asentamiento Ruta 6 K24500, El Porvenir und Villa San José.

## Einwohner
Die Einwohnerzahl von Villa San Felipe beträgt 242. (Stand: 2011)
| Jahr | Einwohner |
| ---- | --------- |
| 1985 | -         |
| 1996 | 184       |
| 2004 | 223       |
| 2011 | 242       |

Quelle: Instituto Nacional de Estadística de Uruguay